# 拉瓦拉昂日耶
拉瓦拉昂日耶（法語：La Valla-en-Gier，法語發音：[la vala ɑ̃ ʒje]）是法国卢瓦尔省的一个市镇，属于圣艾蒂安区。

## 地理
拉瓦拉昂日耶（45°24'57"N, 4°30'59"E）面积34.78 平方千米，位于法国奥弗涅-罗讷-阿尔卑斯大区卢瓦尔省，该省份为法国中南部省份，北起顺时针与索恩-卢瓦尔省、罗讷省、伊泽尔省、阿尔代什省、上盧瓦爾省、多姆山省和阿列省接壤。
与拉瓦拉昂日耶接壤的市镇（或旧市镇、城区）包括：勒贝萨、科隆比耶、杜瓦济约、格赖、圣沙蒙、圣艾蒂安。

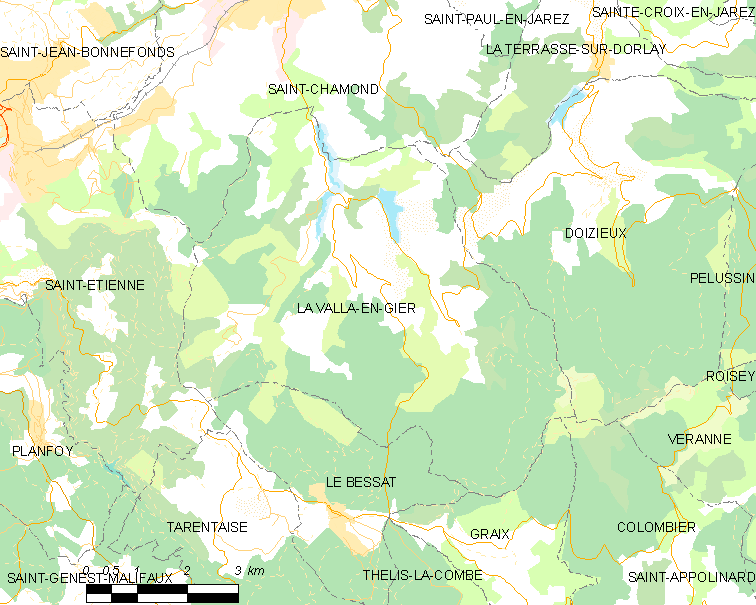
拉瓦拉昂日耶的OSM定位图

拉瓦拉昂日耶的时区为UTC+01:00、UTC+02:00（夏令时）。

## 行政
拉瓦拉昂日耶的邮政编码为42131，INSEE市镇编码为42322。

## 政治
拉瓦拉昂日耶所属的省级选区为勒皮拉县。

## 人口

1962-2008年间拉瓦拉昂日耶人口变化图示

拉瓦拉昂日耶于2022年1月1日时的人口数量为1118人。